# Kvalspelet till Europamästerskapet i fotboll för damer 2022 (grupp A)
Kvalspelet till Europamästerskapet i fotboll för damer 2022 (grupp A) spelades från 30 augusti 2019 till 23 februari 2021.

## Tabell
| Nr | Lag           | S  | V  | O | F | GM | IM | MS  | P  |
| -- | ------------- | -- | -- | - | - | -- | -- | --- | -- |
| 1  | Nederländerna | 10 | 10 | 0 | 0 | 48 | 3  | +45 | 30 |
| 2  | Ryssland      | 10 | 8  | 0 | 2 | 23 | 6  | +17 | 24 |
| 3  | Slovenien     | 10 | 6  | 0 | 4 | 31 | 12 | +19 | 18 |
| 4  | Kosovo        | 10 | 3  | 1 | 6 | 6  | 29 | −23 | 10 |
| 5  | Turkiet       | 10 | 1  | 2 | 7 | 9  | 28 | −19 | 5  |
| 6  | Estland       | 10 | 0  | 1 | 9 | 1  | 40 | −39 | 1  |

## Matcher
|             | 30 augusti 2019 | Estland | 0 – 7           | Nederländerna                                                                                              | A. Le Coq Arena                                        |                                                        |
| 19:00 UTC+3 | 19:00 UTC+3     |         | (0 – 3) Rapport | 27′, 69′ Vivianne Miedema 31′ Jill Roord 40′, 51′ Sherida Spitse 81′ Dominique Bloodworth 85′ Ellen Jansen | Tallinn Publik: 1 881 Domare: Olga Zadinová (Tjeckien) | Tallinn Publik: 1 881 Domare: Olga Zadinová (Tjeckien) |
| 19:00 UTC+3 | 19:00 UTC+3     |         |                 | | Tallinn Publik: 1 881 Domare: Olga Zadinová (Tjeckien) | Tallinn Publik: 1 881 Domare: Olga Zadinová (Tjeckien) |
| 19:00 UTC+3 | 19:00 UTC+3     |         |                 | | Tallinn Publik: 1 881 Domare: Olga Zadinová (Tjeckien) | Tallinn Publik: 1 881 Domare: Olga Zadinová (Tjeckien) |

|             | 30 augusti 2019 | Slovenien | 0 – 1           | Ryssland                    | Ob Jezeru City Stadium                                    |                                                           |
| 20:00 UTC+2 | 20:00 UTC+2     |           | (0 – 1) Rapport | 25′ Margarita Chernomyrdina | Velenje Publik: 250 Domare: Dimitrina Milkova (Bulgarien) | Velenje Publik: 250 Domare: Dimitrina Milkova (Bulgarien) |
| 20:00 UTC+2 | 20:00 UTC+2     |           |                 |                             | Velenje Publik: 250 Domare: Dimitrina Milkova (Bulgarien) | Velenje Publik: 250 Domare: Dimitrina Milkova (Bulgarien) |
| 20:00 UTC+2 | 20:00 UTC+2     |           |                 |                             | Velenje Publik: 250 Domare: Dimitrina Milkova (Bulgarien) | Velenje Publik: 250 Domare: Dimitrina Milkova (Bulgarien) |

|             | 30 augusti 2019 | Kosovo | 0 – 2           | Turkiet                           | Fadil Vokrri Stadium                                 |                                                      |
| 20:00 UTC+2 | 20:00 UTC+2     |        | (0 – 2) Rapport | 33′ Modesta Uka 39′ Liridona Syla | Pristina Publik: 3 200 Domare: Emilie Dokset (Norge) | Pristina Publik: 3 200 Domare: Emilie Dokset (Norge) |
| 20:00 UTC+2 | 20:00 UTC+2     |        |                 |                                   | Pristina Publik: 3 200 Domare: Emilie Dokset (Norge) | Pristina Publik: 3 200 Domare: Emilie Dokset (Norge) |
| 20:00 UTC+2 | 20:00 UTC+2     |        |                 |                                   | Pristina Publik: 3 200 Domare: Emilie Dokset (Norge) | Pristina Publik: 3 200 Domare: Emilie Dokset (Norge) |

|             | 3 september 2019 | Slovenien                                                    | 5 – 0           | Kosovo | Dravograd Sports Centre                                  |                                                          |
| 17:00 UTC+2 | 17:00 UTC+2      | Lara Prašnikar 14′, 62′ Mateja Zver 41′, 56′ Špela Kolbl 48′ | (2 – 0) Rapport |        | Dravograd Publik: 450 Domare: Rasa Imanalijeva (Litauen) | Dravograd Publik: 450 Domare: Rasa Imanalijeva (Litauen) |
| 17:00 UTC+2 | 17:00 UTC+2      |                                                              |                 |        | Dravograd Publik: 450 Domare: Rasa Imanalijeva (Litauen) | Dravograd Publik: 450 Domare: Rasa Imanalijeva (Litauen) |
| 17:00 UTC+2 | 17:00 UTC+2      |                                                              |                 |        | Dravograd Publik: 450 Domare: Rasa Imanalijeva (Litauen) | Dravograd Publik: 450 Domare: Rasa Imanalijeva (Litauen) |

|             | 3 september 2019 | Ryssland                                                        | 4 – 0           | Estland | Sapsan Arena                                      |                                                   |
| 19:00 UTC+3 | 19:00 UTC+3      | Nelli Korovkina 10′, 57′ Marina Fedorova 29′ Alina Myagkova 82′ | (2 – 0) Rapport |         | Moskva Publik: 667 Domare: Katalin Sipos (Ungern) | Moskva Publik: 667 Domare: Katalin Sipos (Ungern) |
| 19:00 UTC+3 | 19:00 UTC+3      |                                                                 |                 |         | Moskva Publik: 667 Domare: Katalin Sipos (Ungern) | Moskva Publik: 667 Domare: Katalin Sipos (Ungern) |
| 19:00 UTC+3 | 19:00 UTC+3      |                                                                 |                 |         | Moskva Publik: 667 Domare: Katalin Sipos (Ungern) | Moskva Publik: 667 Domare: Katalin Sipos (Ungern) |

|             | 3 september 2019 | Nederländerna                                                                 | 3 – 0           | Turkiet | Abe Lenstra Stadion                                             |                                                                 |
| 20:00 UTC+2 | 20:00 UTC+2      | Stefanie van der Gragt 13′ Daniëlle van de Donk 55′ Sherida Spitse 84′ (str.) | (1 – 0) Rapport |         | Heerenveen Publik: 21 500 Domare: Iuliana Demetrescu (Rumänien) | Heerenveen Publik: 21 500 Domare: Iuliana Demetrescu (Rumänien) |
| 20:00 UTC+2 | 20:00 UTC+2      |                                                                               |                 |         | Heerenveen Publik: 21 500 Domare: Iuliana Demetrescu (Rumänien) | Heerenveen Publik: 21 500 Domare: Iuliana Demetrescu (Rumänien) |
| 20:00 UTC+2 | 20:00 UTC+2      |                                                                               |                 |         | Heerenveen Publik: 21 500 Domare: Iuliana Demetrescu (Rumänien) | Heerenveen Publik: 21 500 Domare: Iuliana Demetrescu (Rumänien) |

|             | 4 oktober 2019 | Turkiet | 0 – 0   | Estland | Sancaktepe Stadium                                       |                                                          |
| 16:00 UTC+3 | 16:00 UTC+3    |         | Rapport |         | Istanbul Publik: 220 Domare: Marta Frias Acedo (Spanien) | Istanbul Publik: 220 Domare: Marta Frias Acedo (Spanien) |
| 16:00 UTC+3 | 16:00 UTC+3    |         |         |         | Istanbul Publik: 220 Domare: Marta Frias Acedo (Spanien) | Istanbul Publik: 220 Domare: Marta Frias Acedo (Spanien) |
| 16:00 UTC+3 | 16:00 UTC+3    |         |         |         | Istanbul Publik: 220 Domare: Marta Frias Acedo (Spanien) | Istanbul Publik: 220 Domare: Marta Frias Acedo (Spanien) |

|             | 4 oktober 2019 | Slovenien                        | 2 – 4           | Nederländerna                                                       | Fazanerija City Stadium                                         |                                                                 |
| 19:00 UTC+2 | 19:00 UTC+2    | Mateja Zver 11′ Kaja Korošec 68′ | (1 – 1) Rapport | 28′ Vivianne Miedema 47′ Lineth Beerensteyn 78′, 83′ Sherida Spitse | Murska Sobota Publik: 1 050 Domare: Petra Pavlikova (Slovakien) | Murska Sobota Publik: 1 050 Domare: Petra Pavlikova (Slovakien) |
| 19:00 UTC+2 | 19:00 UTC+2    |                                  |                 |                                                                     | Murska Sobota Publik: 1 050 Domare: Petra Pavlikova (Slovakien) | Murska Sobota Publik: 1 050 Domare: Petra Pavlikova (Slovakien) |
| 19:00 UTC+2 | 19:00 UTC+2    |                                  |                 |                                                                     | Murska Sobota Publik: 1 050 Domare: Petra Pavlikova (Slovakien) | Murska Sobota Publik: 1 050 Domare: Petra Pavlikova (Slovakien) |

|             | 8 oktober 2019 | Turkiet          | 1 – 6           | Slovenien                                                                              | İzmit Stadium                                        |                                                      |
| 16:00 UTC+3 | 16:00 UTC+3    | Fatma Kara 90+1′ | (0 – 5) Rapport | 12′, 38′, 41′ Lara Prašnikar 25′ Špela Rozmarič 28′ (str.) Mateja Zver 51′ Špela Kolbl | İzmit Publik: 256 Domare: Silvia Domingos (Portugal) | İzmit Publik: 256 Domare: Silvia Domingos (Portugal) |
| 16:00 UTC+3 | 16:00 UTC+3    |                  |                 |                                                                                        | İzmit Publik: 256 Domare: Silvia Domingos (Portugal) | İzmit Publik: 256 Domare: Silvia Domingos (Portugal) |
| 16:00 UTC+3 | 16:00 UTC+3    |                  |                 |                                                                                        | İzmit Publik: 256 Domare: Silvia Domingos (Portugal) | İzmit Publik: 256 Domare: Silvia Domingos (Portugal) |

|             | 8 oktober 2019 | Estland               | 1 – 2           | Kosovo               | Tamme Stadium                                           |                                                         |
| 19:15 UTC+3 | 19:15 UTC+3    | Katrin Loo 22′ (str.) | (1 – 1) Rapport | 41′, 56′ Modesta Uka | Tartu Publik: 377 Domare: Iuliana Demetrescu (Rumänien) | Tartu Publik: 377 Domare: Iuliana Demetrescu (Rumänien) |
| 19:15 UTC+3 | 19:15 UTC+3    |                       |                 |                      | Tartu Publik: 377 Domare: Iuliana Demetrescu (Rumänien) | Tartu Publik: 377 Domare: Iuliana Demetrescu (Rumänien) |
| 19:15 UTC+3 | 19:15 UTC+3    |                       |                 |                      | Tartu Publik: 377 Domare: Iuliana Demetrescu (Rumänien) | Tartu Publik: 377 Domare: Iuliana Demetrescu (Rumänien) |

|             | 8 oktober 2019 | Nederländerna                                 | 2 – 0           | Ryssland | Philips Stadion                                             |                                                             |
| 20:00 UTC+2 | 20:00 UTC+2    | Daniëlle van de Donk 12′ Vivianne Miedema 60′ | (1 – 0) Rapport |          | Eindhoven Publik: 23 877 Domare: Ivana Martinčić (Kroatien) | Eindhoven Publik: 23 877 Domare: Ivana Martinčić (Kroatien) |
| 20:00 UTC+2 | 20:00 UTC+2    |                                               |                 |          | Eindhoven Publik: 23 877 Domare: Ivana Martinčić (Kroatien) | Eindhoven Publik: 23 877 Domare: Ivana Martinčić (Kroatien) |
| 20:00 UTC+2 | 20:00 UTC+2    |                                               |                 |          | Eindhoven Publik: 23 877 Domare: Ivana Martinčić (Kroatien) | Eindhoven Publik: 23 877 Domare: Ivana Martinčić (Kroatien) |

|             | 8 november 2019 | Turkiet | 0 – 8           | Nederländerna | Bornova Stadium                                        |                                                        |
| 19:00 UTC+2 | 19:00 UTC+2     |         | (0 – 3) Rapport | 26′ Shanice van de Sanden 31′ (str.), 90+1′ Sherida Spitse 45+1′, 62′ Vivianne Miedema 56′, 68′, 73′ Daniëlle van de Donk | İzmir Publik: 2 354 Domare: Jelena Cvetković (Serbien) | İzmir Publik: 2 354 Domare: Jelena Cvetković (Serbien) |
| 19:00 UTC+2 | 19:00 UTC+2     |         |                 | | İzmir Publik: 2 354 Domare: Jelena Cvetković (Serbien) | İzmir Publik: 2 354 Domare: Jelena Cvetković (Serbien) |
| 19:00 UTC+2 | 19:00 UTC+2     |         |                 | | İzmir Publik: 2 354 Domare: Jelena Cvetković (Serbien) | İzmir Publik: 2 354 Domare: Jelena Cvetković (Serbien) |

|             | 12 november 2019 | Nederländerna                                                   | 4 – 1           | Slovenien      | GelreDome                                             |                                                       |
| 20:00 UTC+1 | 20:00 UTC+1      | Sherida Spitse 34′ (str.), 53′ (str.) Vivianne Miedema 58′, 71′ | (1 – 1) Rapport | 30′ Kaja Eržen | Arnhem Publik: 23 120 Domare: Rebecca Welch (England) | Arnhem Publik: 23 120 Domare: Rebecca Welch (England) |
| 20:00 UTC+1 | 20:00 UTC+1      |                                                                 |                 |                | Arnhem Publik: 23 120 Domare: Rebecca Welch (England) | Arnhem Publik: 23 120 Domare: Rebecca Welch (England) |
| 20:00 UTC+1 | 20:00 UTC+1      |                                                                 |                 |                | Arnhem Publik: 23 120 Domare: Rebecca Welch (England) | Arnhem Publik: 23 120 Domare: Rebecca Welch (England) |

|             | 6 mars 2020 | Kosovo | 0 – 5           | Ryssland                                                                                  | Brita-Arena                                          |                                                      |
| 18:00 UTC+1 | 18:00 UTC+1 |        | (0 – 2) Rapport | 1′ (sjm.) Fjolla Shala 33′ Nelli Korovkina 47′, 53′ Nadezhda Smirnova 50′ Marina Fedorova | Wiesbaden (Tyskland) Domare: Henrikke Nervik (Norge) | Wiesbaden (Tyskland) Domare: Henrikke Nervik (Norge) |
| 18:00 UTC+1 | 18:00 UTC+1 |        |                 |                                                                                           | Wiesbaden (Tyskland) Domare: Henrikke Nervik (Norge) | Wiesbaden (Tyskland) Domare: Henrikke Nervik (Norge) |
| 18:00 UTC+1 | 18:00 UTC+1 |        |                 |                                                                                           | Wiesbaden (Tyskland) Domare: Henrikke Nervik (Norge) | Wiesbaden (Tyskland) Domare: Henrikke Nervik (Norge) |

|             | 10 mars 2020 | Kosovo | 0 – 3           | Slovenien                                            | Fadil Vokrri Stadium                 |                                      |
| 18:00 UTC+1 | 18:00 UTC+1  |        | (0 – 2) Rapport | 14′ Pamela Begič 37′ Nina Predanič 90+3′ Ana Milović | Pristina Domare: Lois Otte (Belgien) | Pristina Domare: Lois Otte (Belgien) |
| 18:00 UTC+1 | 18:00 UTC+1  |        |                 |                                                      | Pristina Domare: Lois Otte (Belgien) | Pristina Domare: Lois Otte (Belgien) |
| 18:00 UTC+1 | 18:00 UTC+1  |        |                 |                                                      | Pristina Domare: Lois Otte (Belgien) | Pristina Domare: Lois Otte (Belgien) |

|             | 18 september 2020 | Ryssland | 0 – 1           | Nederländerna  | Sapsan Arena                              |                                           |
| 17:00 UTC+3 | 17:00 UTC+3       |          | (0 – 1) Rapport | 15′ Jill Roord | Moskva Domare: Pernilla Larsson (Sverige) | Moskva Domare: Pernilla Larsson (Sverige) |
| 17:00 UTC+3 | 17:00 UTC+3       |          |                 |                | Moskva Domare: Pernilla Larsson (Sverige) | Moskva Domare: Pernilla Larsson (Sverige) |
| 17:00 UTC+3 | 17:00 UTC+3       |          |                 |                | Moskva Domare: Pernilla Larsson (Sverige) | Moskva Domare: Pernilla Larsson (Sverige) |

|             | 18 september 2020 | Kosovo                  | 2 – 0           | Estland | Fadil Vokrri Stadium                       |                                            |
| 19:00 UTC+2 | 19:00 UTC+2       | Kaltrina Biqkaj 7′, 27′ | (2 – 0) Rapport |         | Pristina Domare: Olivia Tschon (Österrike) | Pristina Domare: Olivia Tschon (Österrike) |
| 19:00 UTC+2 | 19:00 UTC+2       |                         |                 |         | Pristina Domare: Olivia Tschon (Österrike) | Pristina Domare: Olivia Tschon (Österrike) |
| 19:00 UTC+2 | 19:00 UTC+2       |                         |                 |         | Pristina Domare: Olivia Tschon (Österrike) | Pristina Domare: Olivia Tschon (Österrike) |

|             | 18 september 2020 | Slovenien                                                 | 3 – 1           | Turkiet        | Stanko Mlakar Stadium                  |                                        |
| 20:00 UTC+2 | 20:00 UTC+2       | Mateja Zver 28′ (str.) Lara Prašnikar 41′ Špela Kolbl 78′ | (2 – 1) Rapport | 18′ Gülbin Hız | Kranj Domare: Viki De Cremer (Belgien) | Kranj Domare: Viki De Cremer (Belgien) |
| 20:00 UTC+2 | 20:00 UTC+2       |                                                           |                 |                | Kranj Domare: Viki De Cremer (Belgien) | Kranj Domare: Viki De Cremer (Belgien) |
| 20:00 UTC+2 | 20:00 UTC+2       |                                                           |                 |                | Kranj Domare: Viki De Cremer (Belgien) | Kranj Domare: Viki De Cremer (Belgien) |

|             | 22 september 2020 | Estland | 0 – 3           | Ryssland                                                      | Slokas Stadium                                        |                                                       |
| 16:00 UTC+3 | 16:00 UTC+3       |         | (0 – 1) Rapport | 23′ Darya Yakovleva 76′ Natalya Mashina 90+4′ Nelli Korovkina | Jūrmala (Lettland) Domare: Simona Ghisletta (Schweiz) | Jūrmala (Lettland) Domare: Simona Ghisletta (Schweiz) |
| 16:00 UTC+3 | 16:00 UTC+3       |         |                 |                                                               | Jūrmala (Lettland) Domare: Simona Ghisletta (Schweiz) | Jūrmala (Lettland) Domare: Simona Ghisletta (Schweiz) |
| 16:00 UTC+3 | 16:00 UTC+3       |         |                 |                                                               | Jūrmala (Lettland) Domare: Simona Ghisletta (Schweiz) | Jūrmala (Lettland) Domare: Simona Ghisletta (Schweiz) |

|             | 23 oktober 2020 | Ryssland            | 1 – 0           | Slovenien | Sapsan Arena                            |                                         |
| 17:30 UTC+3 | 17:30 UTC+3     | Nelli Korovkina 74′ | (0 – 0) Rapport |           | Moskva Domare: Jana Adámková (Tjeckien) | Moskva Domare: Jana Adámková (Tjeckien) |
| 17:30 UTC+3 | 17:30 UTC+3     |                     |                 |           | Moskva Domare: Jana Adámková (Tjeckien) | Moskva Domare: Jana Adámková (Tjeckien) |
| 17:30 UTC+3 | 17:30 UTC+3     |                     |                 |           | Moskva Domare: Jana Adámková (Tjeckien) | Moskva Domare: Jana Adámková (Tjeckien) |

|             | 23 oktober 2020 | Turkiet | 0 – 0   | Kosovo | Arslan Zeki Demirci Sports Complex        |                                           |
| 19:00 UTC+3 | 19:00 UTC+3     |         | Rapport |        | Manavgat Domare: Stacey Pearson (England) | Manavgat Domare: Stacey Pearson (England) |
| 19:00 UTC+3 | 19:00 UTC+3     |         |         |        | Manavgat Domare: Stacey Pearson (England) | Manavgat Domare: Stacey Pearson (England) |
| 19:00 UTC+3 | 19:00 UTC+3     |         |         |        | Manavgat Domare: Stacey Pearson (England) | Manavgat Domare: Stacey Pearson (England) |

|             | 23 oktober 2020 | Nederländerna | 7 – 0           | Estland | Euroborg                                  |                                           |
| 19:30 UTC+2 | 19:30 UTC+2     | Daniëlle van de Donk 7′, 16′ Jackie Groenen 26′, 65′ Sherida Spitse 38′ (str.) Aniek Nouwen 76′ Katja Snoeijs 83′ | (4 – 0) Rapport |         | Groningen Domare: Tess Olofsson (Sverige) | Groningen Domare: Tess Olofsson (Sverige) |
| 19:30 UTC+2 | 19:30 UTC+2     | |                 |         | Groningen Domare: Tess Olofsson (Sverige) | Groningen Domare: Tess Olofsson (Sverige) |
| 19:30 UTC+2 | 19:30 UTC+2     | |                 |         | Groningen Domare: Tess Olofsson (Sverige) | Groningen Domare: Tess Olofsson (Sverige) |

|             | 27 oktober 2020 | Ryssland                                                                 | 4 – 2           | Turkiet                            | Sapsan Arena                                   |                                                |
| 17:00 UTC+3 | 17:00 UTC+3     | Nelli Korovkina 13′ Margarita Chernomyrdina 22′, 46′ Natalya Mashina 49′ | (2 – 0) Rapport | 77′ Derya Arhan 86′ Didem Karagenç | Moskva Domare: Elvira Nurmustafina (Kazakstan) | Moskva Domare: Elvira Nurmustafina (Kazakstan) |
| 17:00 UTC+3 | 17:00 UTC+3     |                                                                          |                 |                                    | Moskva Domare: Elvira Nurmustafina (Kazakstan) | Moskva Domare: Elvira Nurmustafina (Kazakstan) |
| 17:00 UTC+3 | 17:00 UTC+3     |                                                                          |                 |                                    | Moskva Domare: Elvira Nurmustafina (Kazakstan) | Moskva Domare: Elvira Nurmustafina (Kazakstan) |

|             | 27 oktober 2020 | Kosovo | 0 – 6           | Nederländerna                                                                                   | Fadil Vokrri Stadium                           |                                                |
| 19:00 UTC+1 | 19:00 UTC+1     |        | (0 – 4) Rapport | 11′ Daniëlle van de Donk 31′, 44′, 90+5′ Katja Snoeijs 34′ Lieke Martens 90+4′ Vivianne Miedema | Pristina Domare: Sandra Braz Bastos (Portugal) | Pristina Domare: Sandra Braz Bastos (Portugal) |
| 19:00 UTC+1 | 19:00 UTC+1     |        |                 |                                                                                                 | Pristina Domare: Sandra Braz Bastos (Portugal) | Pristina Domare: Sandra Braz Bastos (Portugal) |
| 19:00 UTC+1 | 19:00 UTC+1     |        |                 |                                                                                                 | Pristina Domare: Sandra Braz Bastos (Portugal) | Pristina Domare: Sandra Braz Bastos (Portugal) |

|             | 27 november 2020 | Estland | 0 – 4           | Turkiet                                                            | Sportsland                                 |                                            |
| 18:00 UTC+2 | 18:00 UTC+2      |         | (0 – 1) Rapport | 29′ Ece Türkoğlu 55′ İlayda Civelek 76′ Gülbin Hız 81′ Yağmur Uraz | Tallinn Domare: Volha Tsiareshka (Belarus) | Tallinn Domare: Volha Tsiareshka (Belarus) |
| 18:00 UTC+2 | 18:00 UTC+2      |         |                 |                                                                    | Tallinn Domare: Volha Tsiareshka (Belarus) | Tallinn Domare: Volha Tsiareshka (Belarus) |
| 18:00 UTC+2 | 18:00 UTC+2      |         |                 |                                                                    | Tallinn Domare: Volha Tsiareshka (Belarus) | Tallinn Domare: Volha Tsiareshka (Belarus) |

|             | 27 november 2020 | Ryssland                                  | 3 – 0           | Kosovo | Arslan Zeki Demirci Sports Complex              |                                                 |
| 19:00 UTC+3 | 19:00 UTC+3      | Marina Fedorova 6′, 12′ Alsu Abdullina 9′ | (3 – 0) Rapport |        | Manavgat (Turkiet) Domare: Ewa Augustyn (Polen) | Manavgat (Turkiet) Domare: Ewa Augustyn (Polen) |
| 19:00 UTC+3 | 19:00 UTC+3      |                                           |                 |        | Manavgat (Turkiet) Domare: Ewa Augustyn (Polen) | Manavgat (Turkiet) Domare: Ewa Augustyn (Polen) |
| 19:00 UTC+3 | 19:00 UTC+3      |                                           |                 |        | Manavgat (Turkiet) Domare: Ewa Augustyn (Polen) | Manavgat (Turkiet) Domare: Ewa Augustyn (Polen) |

|             | 1 december 2020 | Turkiet         | 1 – 2   | Ryssland                                    | Arslan Zeki Demirci Sports Complex             |                                                |
| 17:00 UTC+3 | 17:00 UTC+3     | Derya Arhan 56′ | Rapport | 29′ Anna Belomyttseva 45+1′ Marina Fedorova | Manavgat Domare: Sandra Braz Bastos (Portugal) | Manavgat Domare: Sandra Braz Bastos (Portugal) |
| 17:00 UTC+3 | 17:00 UTC+3     |                 |         |                                             | Manavgat Domare: Sandra Braz Bastos (Portugal) | Manavgat Domare: Sandra Braz Bastos (Portugal) |
| 17:00 UTC+3 | 17:00 UTC+3     |                 |         |                                             | Manavgat Domare: Sandra Braz Bastos (Portugal) | Manavgat Domare: Sandra Braz Bastos (Portugal) |

|             | 1 december 2020 | Slovenien                                | 2 – 0           | Estland | Bonifika Stadium                      |                                       |
| 18:00 UTC+1 | 18:00 UTC+1     | Barbara Kralj 27′ Karina Kork 59′ (sjm.) | (1 – 0) Rapport |         | Koper Domare: Maria Marotta (Italien) | Koper Domare: Maria Marotta (Italien) |
| 18:00 UTC+1 | 18:00 UTC+1     |                                          |                 |         | Koper Domare: Maria Marotta (Italien) | Koper Domare: Maria Marotta (Italien) |
| 18:00 UTC+1 | 18:00 UTC+1     |                                          |                 |         | Koper Domare: Maria Marotta (Italien) | Koper Domare: Maria Marotta (Italien) |

|             | 1 december 2020 | Nederländerna                                                     | 6 – 0           | Kosovo | Rat Verlegh Stadion                        |                                            |
| 18:30 UTC+1 | 18:30 UTC+1     | Katja Snoeijs 49′, 75′, 84′ Jill Roord 51′, 83′ Lieke Martens 58′ | (0 – 0) Rapport |        | Breda Domare: Barbara Poxhofer (Österrike) | Breda Domare: Barbara Poxhofer (Österrike) |
| 18:30 UTC+1 | 18:30 UTC+1     |                                                                   |                 |        | Breda Domare: Barbara Poxhofer (Österrike) | Breda Domare: Barbara Poxhofer (Österrike) |
| 18:30 UTC+1 | 18:30 UTC+1     |                                                                   |                 |        | Breda Domare: Barbara Poxhofer (Österrike) | Breda Domare: Barbara Poxhofer (Österrike) |

|             | 23 februari 2021 | Estland | 0 – 9           | Slovenien | A. Le Coq Arena                       |                                       |
| 18:00 UTC+2 | 18:00 UTC+2      |         | (0 – 2) Rapport | 31′ Dominika Čonč 44′, 54′ Mateja Zver 60′ Ana Milovič 68′ (str.), 81′ Lara Prašnikar 70′ Lara Klopčič 74′, 77′ Zala Vindišar | Tallinn Domare: Eszter Urbán (Ungern) | Tallinn Domare: Eszter Urbán (Ungern) |
| 18:00 UTC+2 | 18:00 UTC+2      |         |                 | | Tallinn Domare: Eszter Urbán (Ungern) | Tallinn Domare: Eszter Urbán (Ungern) |
| 18:00 UTC+2 | 18:00 UTC+2      |         |                 | | Tallinn Domare: Eszter Urbán (Ungern) | Tallinn Domare: Eszter Urbán (Ungern) |

## Anmärkningslista
1. 1 2 3  Matchen mellan Kosovo och Ryssland var ursprungligen planerad att spelas den 4 oktober 2019 kl. 18:00 UTC+2 på Fadil Vokrri Stadium i Pristina, Kosovo men fick skjutas upp på grund av säkerhetsproblem. Den 18 oktober 2019 meddelande Uefa att båda matcherna mellan nationerna skulle spelas på neutral plan.
2. 1 2 3 4 5 6 7 8 9 10 11 12  Alla matcher var ursprungligen planerade att spelas under april, juni och september 2020 men fick skjutas upp på grund av coronavirusutbrottet.